# Barthélemy Schérer
Barthélemy Louis Joseph Schérer, född 18 december 1747 i Delle i departementet Haut-Rhin, död 19 augusti 1804 i Chauny i departementet Aisne, var en fransk militär under franska revolutionskrigen.
Schérer var först i österrikisk krigstjänst men återvände 1780 till Frankrike och blev samma år kapten vid ett artilleriregemente. Han var med i slaget vid Valmy och utmärkte sig som adjutant åt Alexandre de Beauharnais i fälttåget vid Rhen. Han blev divisionsgeneral 1793, vann flera framgångar i spetsen för en kår av Sambre- och Meusearmén och sändes 1794 som högste befälhavare till Alparmén, men återkallades snart för att överta ledningen av armén i östra Pyrenéerna 1795, där han med underlägsna och illa rustade trupper med framgång lyckades bekämpa spanjorerna ända till freden i Basel samma år.
Strax därefter blev han François Christophe Kellermanns efterträdare som chef för italienska armén och vann en lysande seger i slaget vid Loano 24 november 1795 över de överlägsna österrikarna, varigenom hela Milano kom i fransmännens våld. Sjukdom och tvister med de underordnade befälhavarna tvingade honom att begära avsked och lämna överbefälet åt Napoleon Bonaparte.
1797 blev han krigsminister och visade som sådan stor energi och rättrådighet. 1799 fick han åter överbefälet över italienska armén, men återkallades inom kort sedan han med sina numeriskt underlägsna krafter blivit slagen av österrikarna under Pál Kray i slaget vid Magnano 5 april. Schérer drog sig då tillbaka till privatlivet. Till försvar för sin skarpt klandrade krigföring i Italien utgav han 1799 Précis des opérations militaires de l'armée d'Italie depuis le 21 ventôse jusqu'au 7 floréal de l'an VIII.